# Charney Bassett
Pour les articles homonymes, voir Bassett.
Charney Bassett est un village et Civil parish en Angleterre, situé environ 7 km au nord de Wantage et 10 km à l’ouest de Faringdon au Vale of White Horse. Jusqu’aux réformes de 1972, il faisait partie du Berkshire mais se trouve maintenant dans le Oxfordshire.